# Frosch (Marke)

Markenlogo

Frosch ist eine Marke für Reinigungs- und Pflegemittel der Mainzer Werner & Mertz GmbH. Die 1986 eingeführte Markenfamilie umfasst mehr als 80 Produkte, darunter Universalreiniger, Scheuermilch, Glasreiniger, Spezialreiniger, WC-Reiniger, Spülmittel sowie Waschmittel. Neu im Sortiment sind zudem Handseifen, Duschgel und Raumerfrischer. Das Unternehmen ergänzte mit Frosch seine bestehende Produktpalette (unter anderem Erdal) um eine Marke, bei der, neben der Wirksamkeit, ökologische Aspekte im Vordergrund standen. Die Marke ist der größte Umsatzträger des Unternehmens. Unter ihrem Namen betreibt Werner & Mertz auch Nachhaltigkeitsinitiativen. Frosch gehört nach Erhebungen von Reader’s Digest – aus Konsumentensicht – zu den vertrauenswürdigsten Marken. 2019 erzielte Werner & Mertz einen Umsatz von 455 Mio. Euro und 2021 einen Umsatz von 510 Mio. Euro.

## Markengeschichte

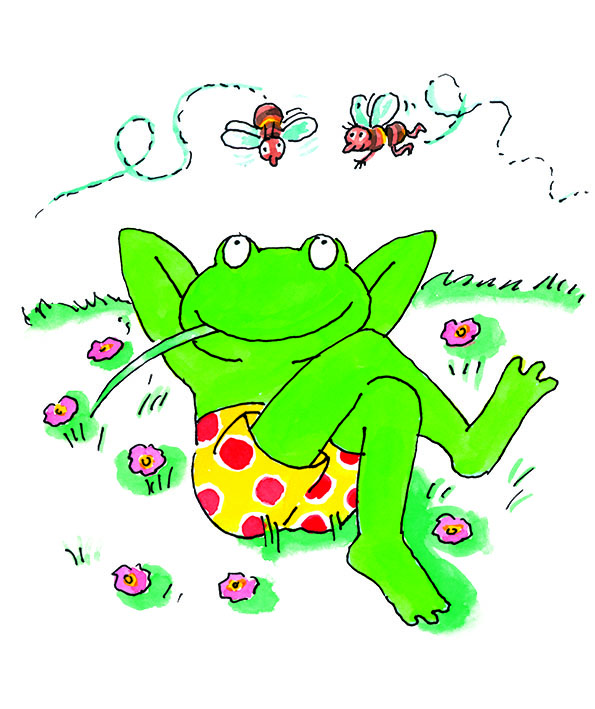
Comicfigur der Marke Frosch

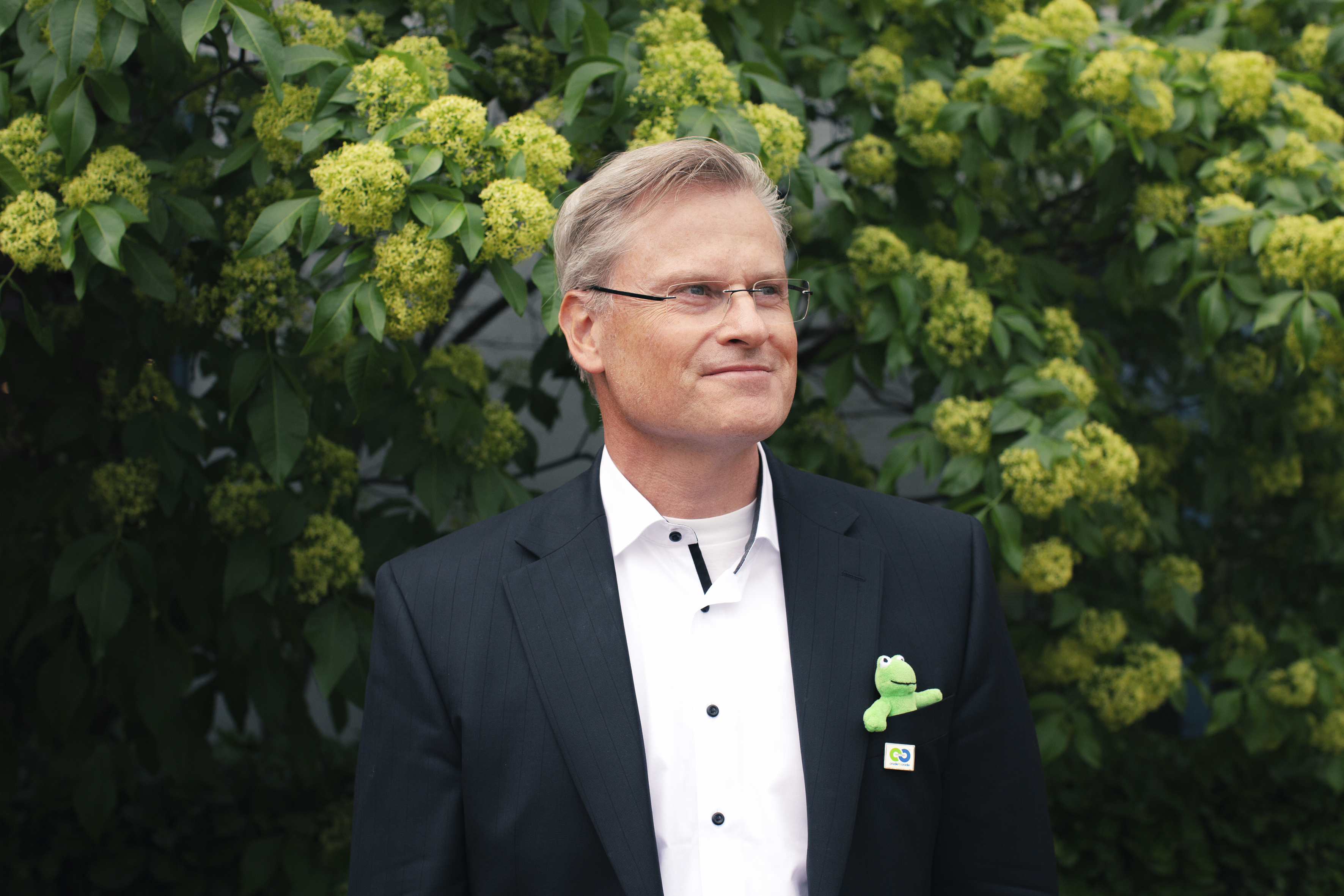
Porträt von Reinhard Schneider mit Frosch

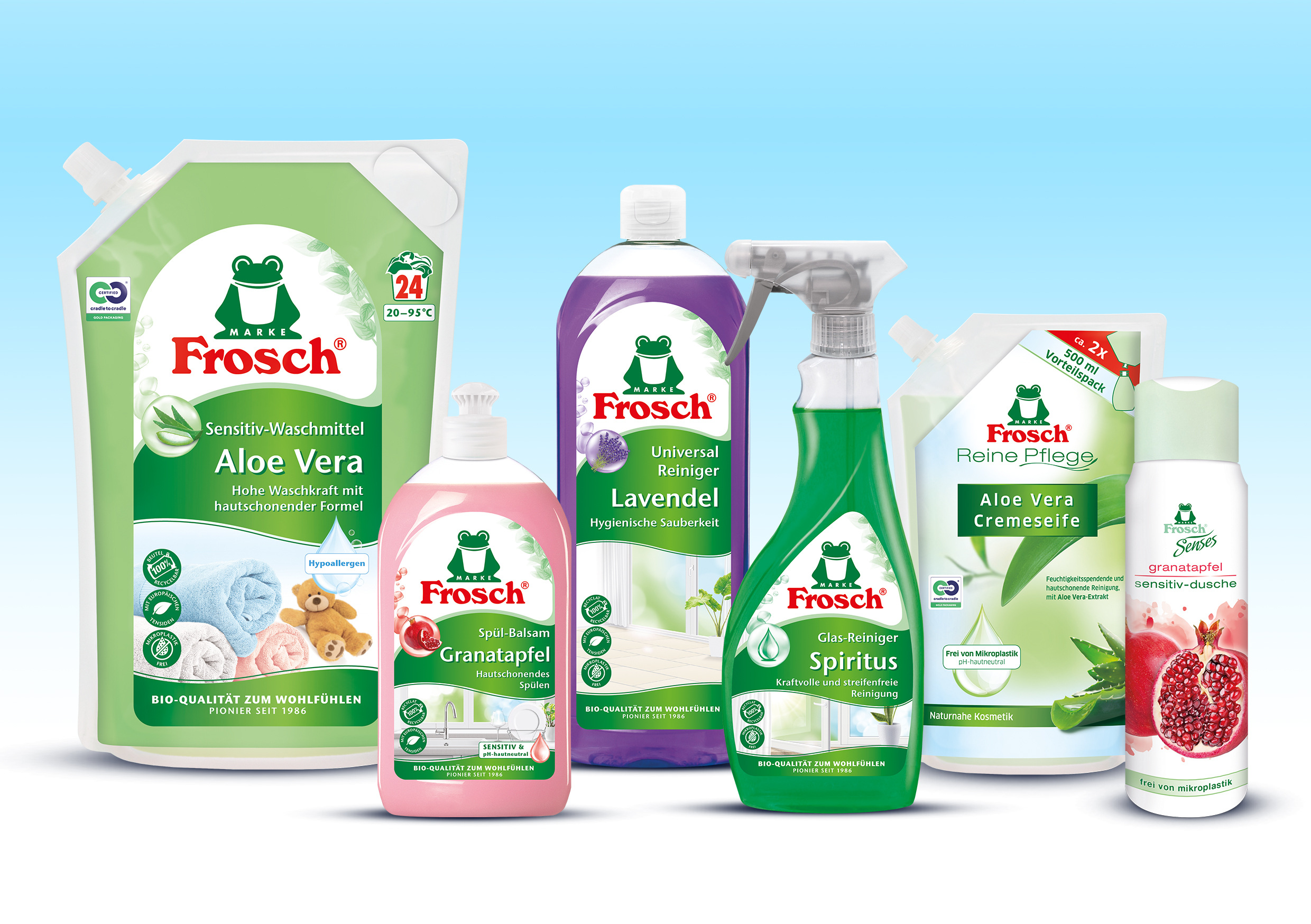
Verschiedene Froschprodukte

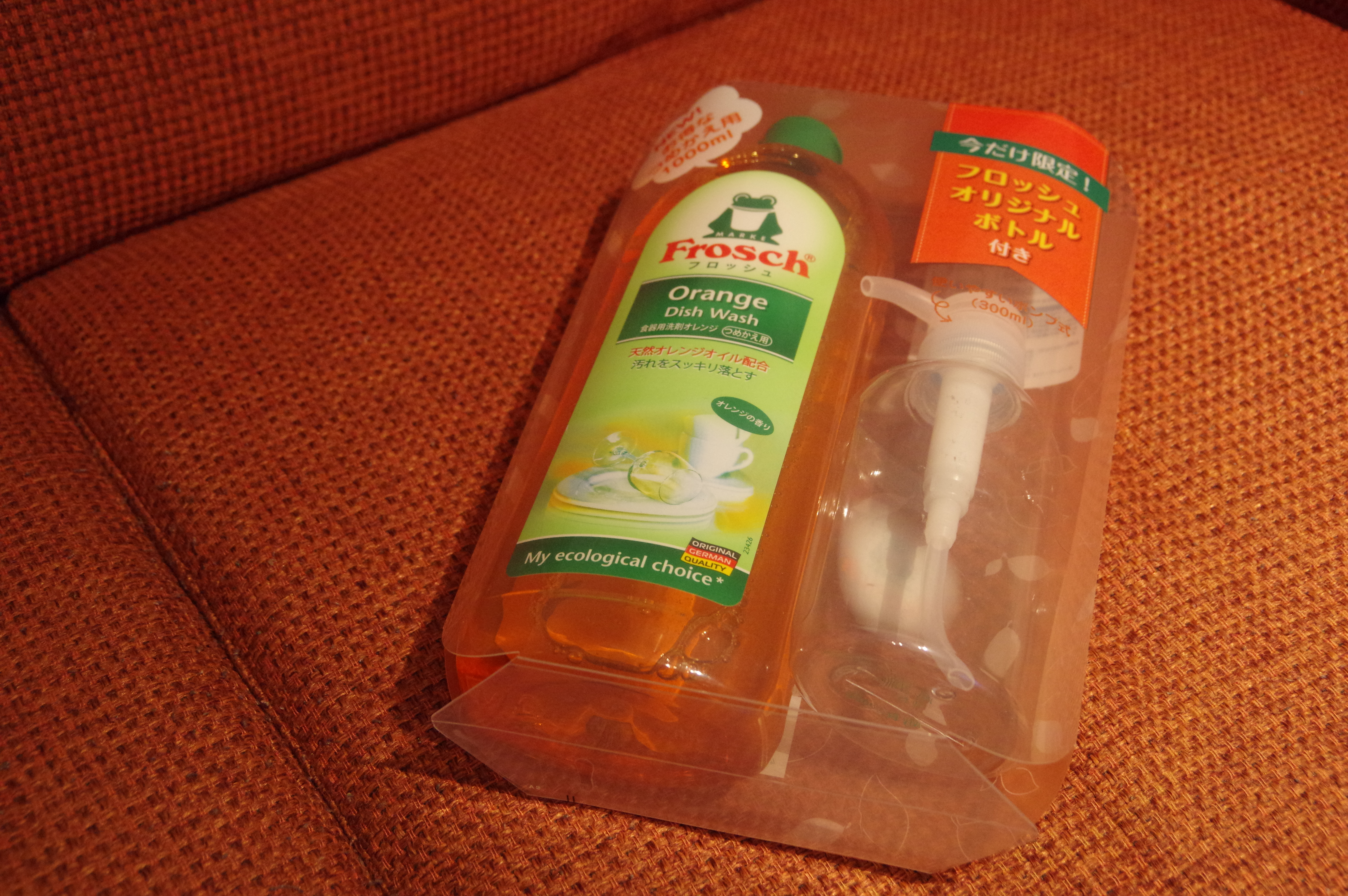
Frosch Spülmittel (japanische Version)

Werner & Mertz registrierte im April 1986 den „Frosch Neutral-Seifen-Reiniger“ als Marke, dies war der erste phosphatfreie Haushaltsreiniger. Nach einem anfänglichen Nischendasein in einer Marktlücke konnten die Frosch-Produkte in den 1990er Jahren die deutsche Marktführerschaft bei Haushaltsreinigern erreichen, verloren diese aber 1999, nachdem sich auch Wettbewerber werblich umweltorientiert positionierten und Frosch sechs Jahre lang auf Werbemaßnahmen verzichtet hatte. Das Marketing stand damit vor einer großen Herausforderung. Mit einer 6,1 Millionen Euro teuren Werbekampagne in den Jahren 2000 und 2001 wurde die Marktführung erneut erreicht. Der Marktanteil bei Haushaltsreinigern betrug 2001 für Frosch 19,5 Prozent vor den Konkurrenzprodukten Der General (18,7 Prozent) und Meister Proper (18,4 Prozent). 2006 lag der Anteil des grünen Frosches am Gesamtumsatz der Werner & Mertz GmbH bei etwa 80 Prozent. 2019 erwirtschaftete Werner & Mertz 455 Mio. Euro. Im Januar 2023 wurde in der Mainzer Innenstadt mit dem „Frosch Laden“ das erste Einzelhandelsgeschäft der Marke, in dem ausschließlich Frosch-Produkte verkauft werden, eröffnet.

## Ökologische Ausrichtung
Die durch das aufkommende Umweltbewusstsein in den 1980er-Jahren geforderte Kombination von effizienter Waschkraft und gleichzeitiger Umweltverträglichkeit führte zur Frosch-Produktlinie. Frosch-Reinigungsprodukte waren bei ihrer Markteinführung die ersten phosphatfreien Reinigungsmittel mit schnell abbaubaren Naturwirkstoffen auf dem deutschen Markt. Sie konnten sich schrittweise gegen starke Marktbegleiter behaupten. Die Produktionsstätten des Unternehmens in Mainz und Hallein, in denen Produkte der Marke Frosch hergestellt werden, sind nach EMAS II und EMAS III validiert.
In der eigenen Produktion arbeitet die Marke in Kooperation mit dem Naturschutzbund Deutschland an einer verstärkten Nutzung von Altplastik, zum Beispiel aus Plastik-Flaschen, für die Herstellung von Verpackungen. Seit 2010 bestehen die Verpackungen zu 80 % aus recyceltem Plastik, anfänglich vor allem aus Plastikflaschen. 2010 wurde die Recyclat-Initiative gestartet. Mittlerweile bestehen alle Reinigerflaschen der Marke zu 100 Prozent aus wiederverwertbaren Materialien. 2019 brachte Frosch in Kooperation mit Der Grüne Punkt und Erema die erste Verpackung in den Handel, die zu 100 % aus recyceltem Plastik aus dem Gelben Sack besteht. Wie auch in Produkten anderer Hersteller, werden in Reinigungsmitteln von Frosch nach wie vor Tenside aus Palmkernöl verwendet. Das Unternehmen setzt als Alternative zum Palmkernöl Rapsöl ein, das für die Herstellung von Tensiden geeignet ist, aber nicht zu Nahrungsmitteln verarbeitet werden kann. Es wird aus Raps gewonnen, der zur Bodensanierung auf ausgelaugten Böden angebaut wird. Eine weitere Alternative dazu ist ein fettlösendes Öl, das aus Orangenschalen gewonnen wird und das in einigen Frosch-Reinigungsprodukten ab den frühen 1990er-Jahren verwendet wurde. Das Unternehmen gibt ferner an, dass die Produkte seit 2013 zwischen 10 und 100 % Tenside aus europäischen Anbau enthalten.
Die „Initiative Frosch“ hat laut eigenen Angaben die Etablierung einer Kreislaufwirtschaft und die Bekämpfung des Plastikmülls in den Ozeanen zum Ziel.
Auf lokaler Ebene unterstützt Werner & Mertz im Naturschutzbund Deutschland-Projekt „Frosch schützt Frösche“ die Wiederansiedlung von Laubfröschen in den Rhein-Auen bei Mainz.

## Rezeption

### Markenwahrnehmung und Branchenpreise
Laut Marketingprofessor Franz-Rudolf Esch steht der Frosch als erfolgreiche Marke für umweltfreundliche Reinigungsmittel. Kerstin Haas urteilt, dass die Marke Frosch für „Innovation und Kompetenz auf dem Markt für umweltfreundliche Reinigungsmittel“ stehe. Durch die Gestaltung des Markenzeichens und die Wahl des Namens Frosch werden umweltrelevante Aspekte mit der Marke assoziiert.
Unter Verbrauchern hat die Marke einen sehr hohen Bekanntheitsgrad und ein positives Image. Frosch gilt laut Marketingprofessor Marcus Stumpf als die „bekannteste und beliebteste Bio-Marke für Wasch- und Putzmittel“. Zuletzt belegte sie in der Marktstudie „Trusted Brands 2020“ von Reader’s Digest den ersten Platz in der Kategorie „Haushaltsreiniger“. Die Studie wird seit 2001 jährlich durchgeführt, Frosch gewann seit 2002 jedes Jahr in seiner Kategorie und baute den Vorsprung auf Platz 2 dabei aus. Die Studienteilnehmer wurden auch gebeten, eine Marke zu nennen, der sie in Bezug auf Umweltschutz besonders vertrauen. Hier wurde Frosch von allen Marken am häufigsten genannt.
Die Fachzeitschrift Lebensmittel Praxis kürte mehrfach Frosch-Produkte zum Produkt des Jahres: Frosch Aloe Vera Handspül-Lotion erhielt die Auszeichnung Produkt des Jahres 2005 in Gold, Frosch Lavendel Urinstein- und Kalk-Entferner 2009 in Silber und Frosch Oase Raumerfrischer Wasserlilie 2010 in Bronze. Zuletzt wurde Frosch Senses Orangenblüte Sensitiv-Dusche zum Produkt des Jahres 2020 in Gold ausgezeichnet. Je ein weiteres Produkt wurde in Silber und Bronze ausgezeichnet.
2008 bekam Frosch den Marken-Award im Bereich beste Marken-Dehnung für die erfolgreiche Etablierung der eigenständigen Marke Frosch Oase Raumerfrischer unter dem Markendach Frosch. Ende 2009 wurde Frosch als Deutschlands nachhaltigste Marke der Deutsche Nachhaltigkeitspreis verliehen. Frosch erhielt 2020 einen Marken-Award für die beste Nachhaltigkeitsstrategie. Außerdem war Frosch WorldStar Winner der Global Packaging Awards 2020 mit dem voll recyclingfähigen Standbodenbeutel, für den die Marke 2021 ebenfalls den German Design Award in der Kategorie „Excellent Communications Design – Eco Design“ erhielt. Der Standbodenbeutel besteht zu 100 % aus Polyethylen, enthält keine Klebstoffe und wurde bereits 2017 zum Patent angemeldet. 2021 wurde Frosch der Deutsche Nachhaltigkeitspreis Design für die kreislauffähigen Verpackungen der Marke verliehen. Bereits seit 2014 werden die PET-Flaschen von Frosch zu 100 % aus Post-Consumer-Recyclat hergestellt, das zu 20 % aus dem Gelben Sack gewonnen wurde. Bis 2022 konnte das Unternehmen diesen Anteil auf 50 % erhöhen, wofür es mit dem WorldStar Packaging Award 2022 ausgezeichnet wurde. Seitdem steigerte sich der Gelbsackanteil auf 75 %.
Zudem belegte Frosch bei den EFFIE-Awards mehrfach vordere Plätze: 1991 gewann die Marke den Gold-Effie und 2002 den Silber-Effie. 2003 war Frosch Effie-Finalist.
2020 übernahm Frosch die Marktführerschaft in der Kategorie Glasreiniger von der Henkel-Marke Sidolin. Im Waschmittelgeschäft wuchs der Marktanteil auf 3,3 %. In den ersten drei Monaten des Jahres 2020 stieg der Umsatz bei Flüssigseife um 93 % und bei Waschmittel um 58 % im Vergleich zum Vorjahr. Grund war der Beginn der COVID-19-Pandemie in Deutschland.

### Kritik
Öko-Test revidierte 2019 in einem Test von Waschpulvern die Wertung für ein Waschpulver von Frosch. Grund war, dass das Mittel ein synthetisches Polymer enthielt. Der Hersteller kündigte an, zukünftig ganz auf diese Art von Inhaltsstoffen zu verzichten. Ökotest überprüfte dieses Aussage im April 2020 und fand das beanstandete Polymer nicht mehr. In der Ausgabe 7 / 2020 des Öko-Test-Magazins wurden Flüssigwaschmittel getestet. Dabei wurde das Waschmittel der Marke Frosch mit „befriedigend“ bewertet. Es wurde abgestuft wegen des enthaltenen Farbübertragungsinhibitors, der bei Ökotest zu den synthetischen Polymeren gezählt wird. Werner & Mertz teilte mit, es gebe noch keine natürliche Wirkstoff-Alternative.